# Landdag van Burgenland
De Landdag van Burgenland (Duits: Burgenländischer Landtag) is het parlement van de Oostenrijkse deelstaat Burgenland. De Landdag werd na de Eerste Wereldoorlog opgericht, toen het nog tot Hongarije (Transleithanië) behorende grondgebied aan de nieuwe Republiek Oostenrijk werd toegevoegd.
De Landdag telt 36 afgevaardigden die om de vijf jaar worden gekozen. Als parlement heeft de Landdag wetgevende macht en kiest zowel de regering van de deelstaat als de gouverneur (Landeshauptmann). Ook kiezen de afgevaardigden een voorzitter uit hun midden. De laatste Landdagverkiezingen vonden op 19 januari 2025 plaats.

## Huidige samenstelling (2025–2030)
De sociaaldemocratische SPÖ, sinds 1964 steevast de grootste partij in Burgenland, behaalde bij de verkiezingen van 2025 wederom de meeste zetels. Samen met Die Grünen vormde de SPÖ daarna een coalitieregering.
| Partij | Partij | Partij                                       | %     | Zetels | Verschil |
| ------ | ------ | -------------------------------------------- | ----- | ------ | -------- |
|        |        | Sozialdemokratische Partei Österreichs (SPÖ) | 46,4% | 17     | 2        |
|        |        | Freiheitliche Partei Österreichs (FPÖ)       | 23,1% | 9      | 5        |
|        |        | Österreichische Volkspartei (ÖVP)            | 22,0% | 8      | 3        |
|        |        | Die Grünen - Die Grüne Alternative (GRÜNE)   | 5,7%  | 2      | 0        |
|        |        | Overige partijen                             | 2,8%  | 0      | 0        |
| Totaal | Totaal |                                              | 100%  | 36     |          |

## Parlementsgebouw
De Landdag van Burgenland zetelt in het Landhaus in de hoofdstad van de deelstaat, Eisenstadt. Het Landhaus werd in 1930 in gebruik genomen als parlementsgebouw. 